# Mary Anningová
Mary Anningová (21. května 1799 – 9. března 1847) byla britská sběratelka fosílií a paleontoložka, která prozkoumávala naleziště jurských zkamenělin na jihozápadním pobřeží Anglie. Je označována za jednoho z nejvýznamnějších objevitelů pravěkých tvorů v počátcích paleontologie.
Anningová své nálezy podnikala u útesů Blue Lias poblíž města Lyme Regis v hrabství Dorset a to především v zimě, kdy se díky sesuvům půdy objevovaly nové fosilie, které bylo nutné sebrat dříve, než je odplaví moře. Mezi její objevy patří první správně identifikovaná kostra ichtyosaura, jedna z prvních nalezených koster plesiosaura či první ptakoještěří kostra nalezená mimo území Německa.
Proslavila se v geologických kruzích ve Velké Británii, ve zbytku Evropy i v Americe, jako ženě jí však nebylo umožněno, aby se stala členkou Londýnské geologické společnosti, a ne vždy se jí za její objevy a vědecký přínos dostávalo zaslouženého uznání.
Britská Královská společnost Anningovou v roce 2010 zařadila na seznam deseti britských žen, které nejvíce ovlivnily historii vědy.

## Život a profese

### Dětství

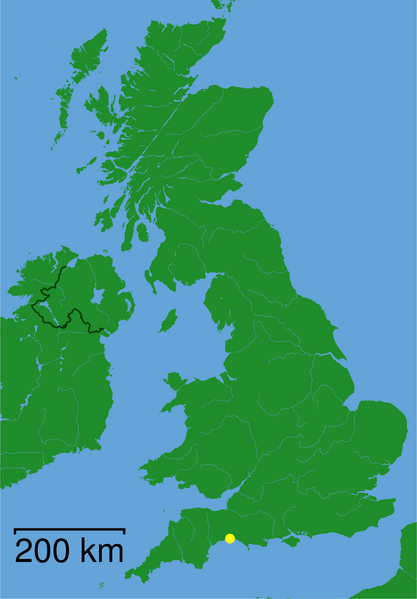
Město Lyme Regis, Dorset

Anningová se narodila ve městě Lyme Regis v anglickém hrabství Dorset do velmi chudé rodiny. Její rodiče byli Mary Mooreová a Richard Anning. Anning se živil jako truhlář a přivydělával si prodejem fosilií. Měli celkem deset dětí. Jejich první dcera Mary se narodila v roce 1794. Jejich druhá dcera zemřela velmi brzo po narození. V roce 1796 se jim narodil syn Joseph. V prosinci 1798 jejich nejstarší dcera zemřela poté, co její oblečení začalo hořet, pravděpodobně když přikládala piliny do ohně. Když se Anningovým o pět měsíců později narodila další dcera, pojmenovali ji Mary po zesnulé sestře. Dospělosti se ze všech dětí dožili pouze Mary a Joseph.
Anningové se dostalo jen omezeného vzdělání. Navštěvovala nedělní školu a tam se naučila číst a psát.  

### Prodej fosilií a odborná činnost
Sběr fosilií byl na počátku 19. století v módě, nejdříve jako koníček, postupně se z něj však díky jeho významu pro geologii a biologii stala věda. Obyvatelé města Lyme Regis si prodejem fosilií přivydělávali. 

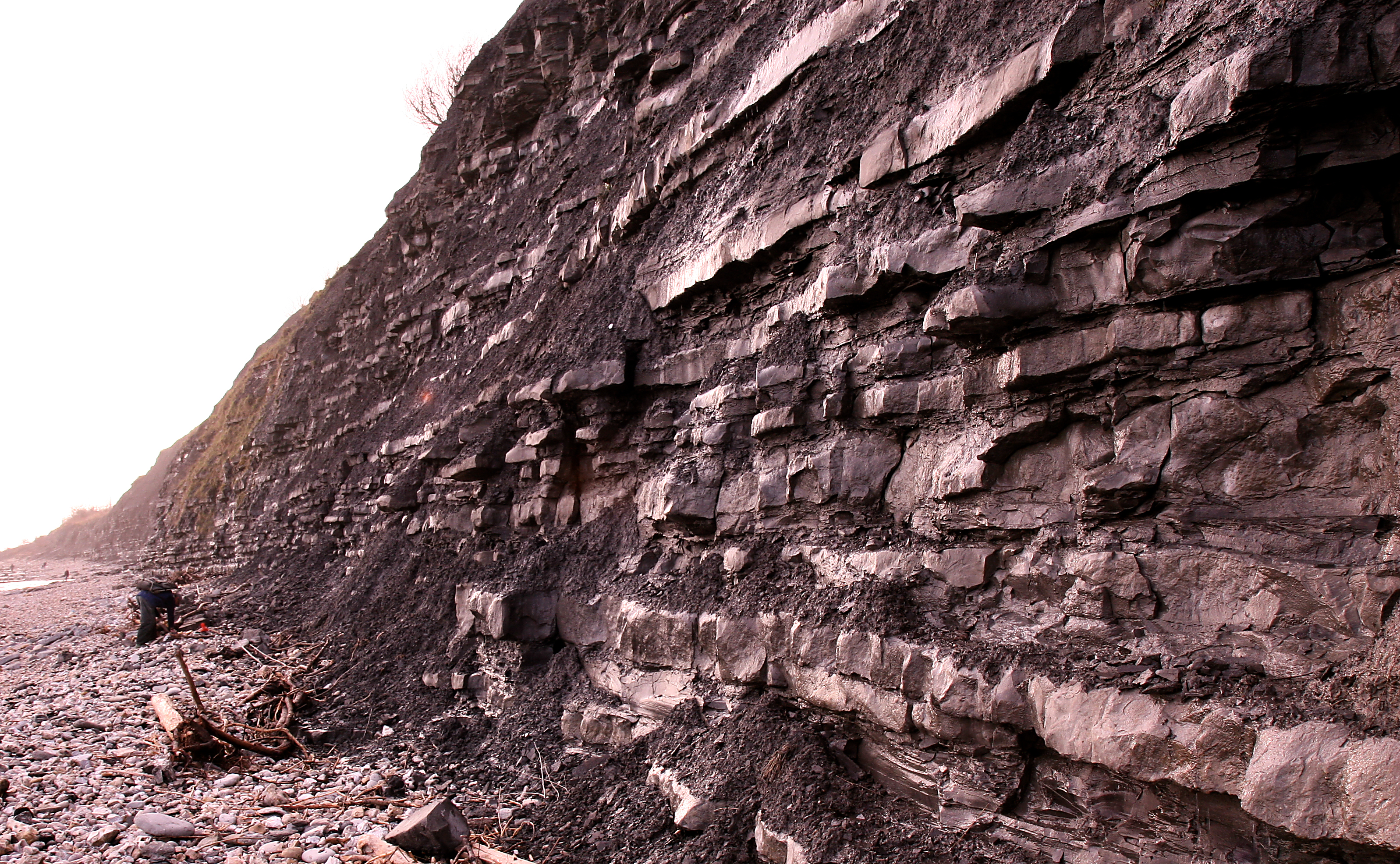
Útesy Blue Lias, Lyme Regis

Většina těchto fosilií pocházela z útesů poblíž města, které jsou součástí geologického útvaru nazvaného Blue Lias. Ten sestává ze střídajících se vrstev vápence a jílovité břidlice, které se usazovaly na mořské dno v období spodní jury (před cca 210–195 miliony let). Jedná se o jednu z nejbohatších oblastí na fosilie ve Velké Británii. Útesy ale byly velmi nebezpečné a nestabilní, obzvláště v zimě, kdy kvůli dešti často docházelo k sesuvům půdy, které však odhalovaly nové fosilie, a lákaly tak sběratele.
Richard Anning často brával Mary a Josepha fosilie sbírat, aby si mohla rodina přivydělat jejich prodejem. Anning zemřel v listopadu 1810 (ve věku 44 let) na tuberkulózu a na následky zranění, která utrpěl při pádu z útesu, a jeho rodina zůstala bez úspor a s mnoha dluhy, ale nadále pokračovala v prodeji fosilií.
První významný objev učinili v roce 1811, když bylo Mary 12 let. Joseph nalezl lebku ichtyosaura a Mary o pár měsíců později objevila zbytek kostry. Tento nález k sobě přitáhl mnoho pozornosti, protože většina populace tehdy věřila, že Bůh stvořil svět, a Země je tedy pouze pár tisíc let stará, fosilie však vyvolávala otázky o historii života na Zemi i historii Země samotné.  
Anningová prodávala především fosilie bezobratlých, například amonitů. Fosilie obratlovců, jako jsou kostry ichtyosaurů, byly hodnotnější, ale mnohem vzácnější. Jak nebezpečná profese Anningové byla, se ukázalo, když v říjnu 1833 jen těsně vyvázla při sesuvu půdy. Její pes, který ji vždy při sběru fosilií věrně doprovázel, však nepřežil.
Anningová podnikala další významné objevy, a tak se o ní zvyšovalo povědomí. V prosinci 1823 nalezla první kompletní kostru plesiosaura a v roce 1828 první fosilii ptakoještěra ve Velké Británii. Přesto, že měla pouze omezené vzdělání, se snažila číst všechnu odbornou literaturu, ke které měla přístup. Pitvala také současná zvířata, například ryby a sépie, aby lépe porozuměla anatomii fosilií, se kterými pracovala.
V roce 1826, když jí bylo 27 let, si našetřila dostatek peněz, aby si mohla koupit dům i s výlohou pro svůj obchod. V té době již byl obchod tak významný, že se o jeho přesunu psalo v místních novinách. Za Anningovou do jejího obchodu jezdilo mnoho geologů a sběratelů fosilií z Evropy i z Ameriky.
Postupem času se zvyšovala sebedůvěra Anningové, pokud šlo o její znalosti, a v roce 1839 napsala do vědeckého časopisu Magazine of Natural History, aby zpochybnila tvrzení, že nově objevená fosilie pravěkého žraloka Hyboda je zástupcem nového rodu. Úryvek z jejího dopisu, který v časopise vyšel, představuje jediný text od Anningové, jenž byl za jejího života publikovaný v odborné literatuře.
Jakožto žena nemohla být Anningová součástí vědecké komunity. Nově vytvořená, ale čím dál tím vlivnější Londýnská geologická společnost neumožňovala ženám, aby byly jejími členkami nebo navštěvovaly její schůze jako hosté.
Anningová o fosiliích a geologii často věděla více, než vědci, kteří je od ní kupovali, ale to oni vždy publikovali vědecké popisy exemplářů, jež objevila, a často přitom zapomínali uvést její jméno.

Mnoho geologů ji však nenavštěvovalo pouze kvůli koupi fosilií, ale také aby s ní probírali jejich anatomii a klasifikaci. William Buckland, který vyučoval geologii na Oxfordské univerzitě, Lyme Regis často navštěvoval o vánočních prázdninách a hledal s Anningovou fosilie. Právě s Bucklandem se Anningová podělila o svou pro vědu později významnou domněnku, že podivné kuželovité předměty, tehdy nazývané bezoárové kameny, jsou ve skutečnosti zkamenělé výkaly ichtyosaurů nebo plesiosaurů. Buckland je později pojmenoval koprolity.

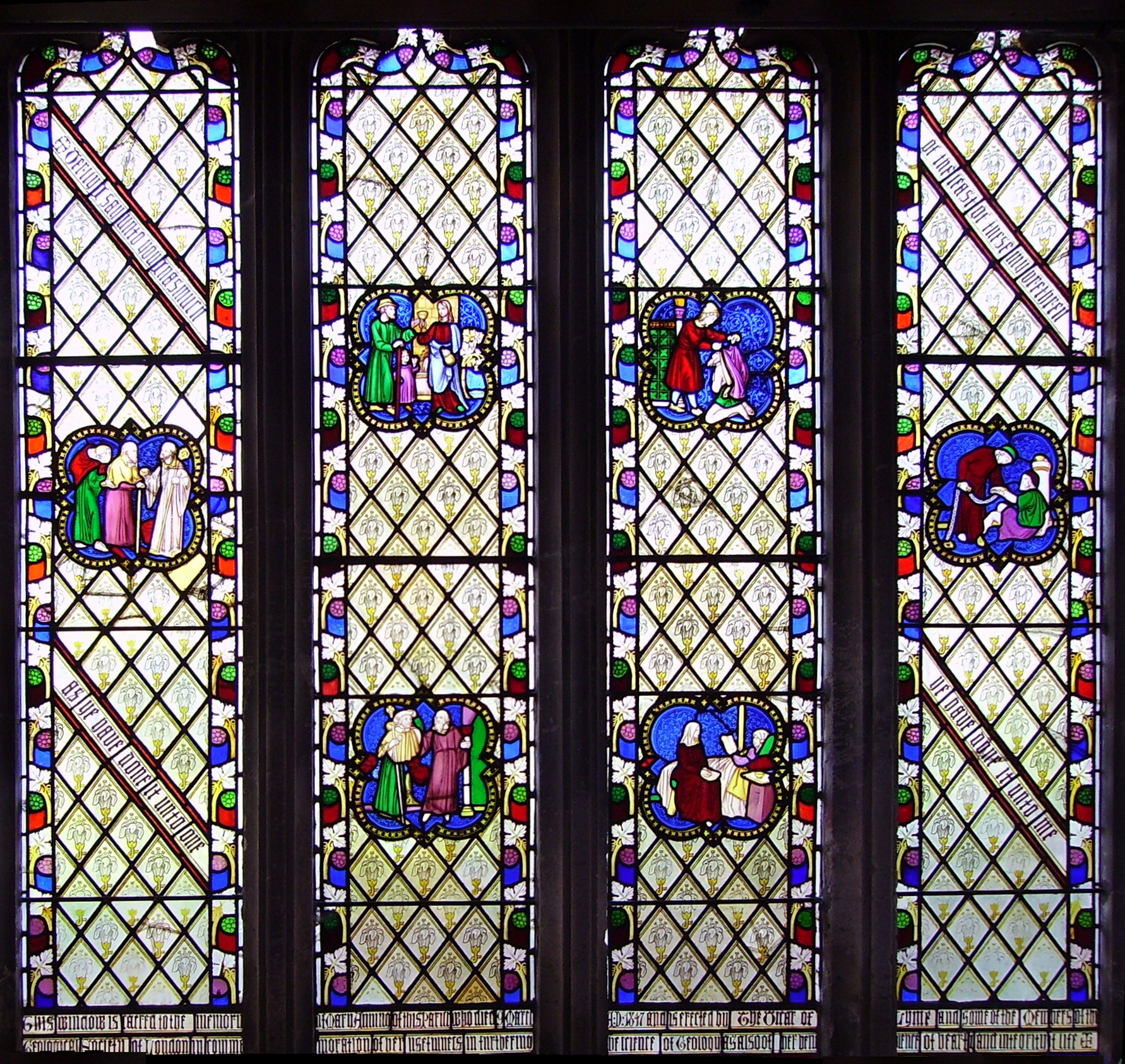
Vitráž na památku Mary Anningové v kostele sv. Michaela

### Nemoc a úmrtí
Anningová 9. března 1847 ve věku 47 let zemřela na rakovinu prsu. Jak byla v geologických kruzích vážená, se ukázalo, když se v roce 1846 členové Londýnské geologické společnosti doslechli o její diagnóze a uspořádali sbírku, aby jí pomohli pokrýt náklady. Anningová byla pohřbena 15. března na hřbitově kostela sv. Michaela, kterému členové geologické společnosti poté přispěli na vitráž na její památku.    

## Významné objevy

### Ichtyosaurus

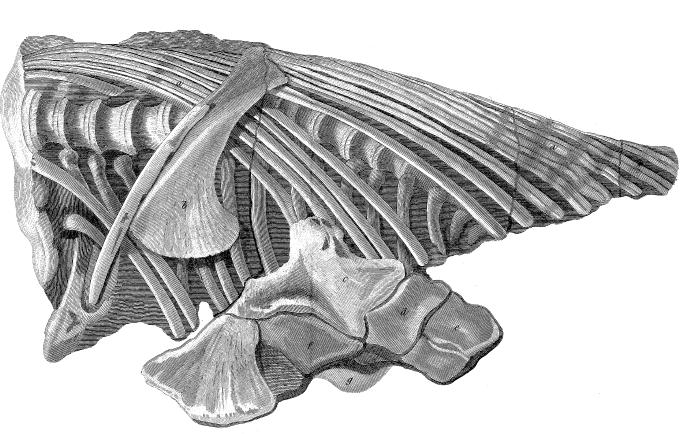
Nákres části kostry druhu Temnodontosaurus platyodon, prvního ichtyosaura, jehož fosilie Anningová našla

První významný objev Anningová učinila v roce 1811 (některé zdroje uvádějí 1810 nebo 1809). Její bratr Joseph nalezl 1,2 metrů velkou lebku, ale zbytek kostry se mu najít nepodařilo. Řekl Mary, ať hledá u útesů u Lyme Regis, a ona o pár měsíců později objevila 5,2 metrů dlouhou kostru. Rodina v listopadu toho roku najala několik mužů, aby kostru vykopali. O celé události se 9. listopadu psalo v místním tisku, kde byla fosilie označována za kostru krokodýla.
Pozůstatky Ichtyosaurů byly nalezeny již dříve, ale exemplář, který našla Anningová, jako první vzbudil pozornost vědců. V té době většina populace Velké Británie stále věřila, že Bůh stvořil svět, že Země je pouze pár tisíc let stará a že zvířecí druhy se nevyvíjejí ani nedochází k jejich vyhynutí. S tímto novým nálezem však vyvstávaly otázky o historii života na zemi.  

### Pterosaurus
V prosinci 1828 Anningová objevila část kostry pterosaura. William Buckland ho v roce 1829 nazval Pterodactylus macronyx (přírodovědec Richard Owen, který v roce 1842 pojmenoval dinosaury) ho později přejmenoval Dimorphodon macronyx) a na rozdíl od mnoha podobných předchozích objevů přiznal ve svém článku Anningové zásluhy.
Jednalo se o první kostru ptakoještěra objevenou mimo území Německa, a když byla vystavena v Britském muzeu, vzbudila u veřejnosti mnoho zájmu.    

### Bezobratlí a fosilní stopy
Anningovou proslavily fosilie obratlovců, především mořských plazů, ale učinila i jiné paleontologicky významné objevy. V roce 1826 objevila ve fosilii belemnita dutinu se zaschlým inkoustem. Povšimla si, že se podobá váčkům s inkoustem, které mají dnešní sépie a olihně, jež dříve pitvala, aby porozuměla anatomii zkamenělých hlavonožců. To vedlo William Bucklanda k tomu, aby publikoval závěr, že jurští belemnité používali na obranu inkoust podobně jako mnozí současní hlavonožci. Anningová si také všimla, že fosilie zvláštního tvaru tehdy známé jako bezoárové kameny se často nacházejí v břišní oblasti koster ichtyosaurů. Poukázala na skutečnost, že tyto kameny často obsahují zkamenělé rybí kosti a šupiny a někdy také kosti malých ichtyosaurů. Domnívala se, že bezoárové kameny jsou zkamenělé výkaly, a v roce 1824 to sdělila Bucklandovi. Buckland je dále zkoumal a porovnával s fosiliemi z jiných oblastí a poté v roce 1829 tyto závěry publikoval a kameny nazval koprolity. Buckland uznával zásluhy a přínos Anningové k tomuto objevu a když své výsledky prezentoval, uváděl její jméno a chválil její dovednosti a píli.

## Význam a odkaz
Nálezy Mary Anningové hrály důležitou roli jako důkazy extinkce. Do 20. let 19. století i mezi mnoha vědci panoval názor, že stejně jako se nové druhy neobjevovaly, tak ani nevymíraly. Neobvyklé nálezy se vysvětlovaly jako zvířata, která žijí v ještě neobjevených oblastech planety. Fosílie, které Anningová objevila, byly však tak neobvyklé – a některé, jako například plesiosaurus, se tolik odlišovaly od všech žijících tvorů – že tuto myšlenku výrazně zpochybňovaly. Kostry ichtyosaurů, plesiosaurů a ptakoještěrů, které Anningová objevila, společně s dinosauřími fosiliemi, které ve stejné době nalezli Gideon Mantell a William Buckland, dokázaly, že na zemi dříve žila stvoření velmi odlišná od dnešních zvířat. Tyto objevy byly také klíčové pro rozvoj paleontologie. Studium koprolitů, se kterým přišla Anningová a Buckland, se později také ukázalo jako velmi přínosné pro porozumění pravěkým ekosystémům.

## Ocenění
V roce 2017 byl nafilmován životopisný snímek o Mary Anningové. V roce 2019 byl uveřejněn trailer ke krátkému snímku o Mary Anningové, natočeném Natashiou Mattocksovou.
Podle Mary Anningové bylo pojmenováno také jedno místo na planetě Mars, zkoumané robotickým vozítkem Curiosity.
V květnu roku 2022 byla slavnostně odhalena socha Mary Anningové v jejím domovském městě Lyme Regis (Dorset).
V březnu roku 2024 byla oficiálně odhalena britská poštovní známka s obrazem Mary Anningové.